# Jamling Tenzing Norgay

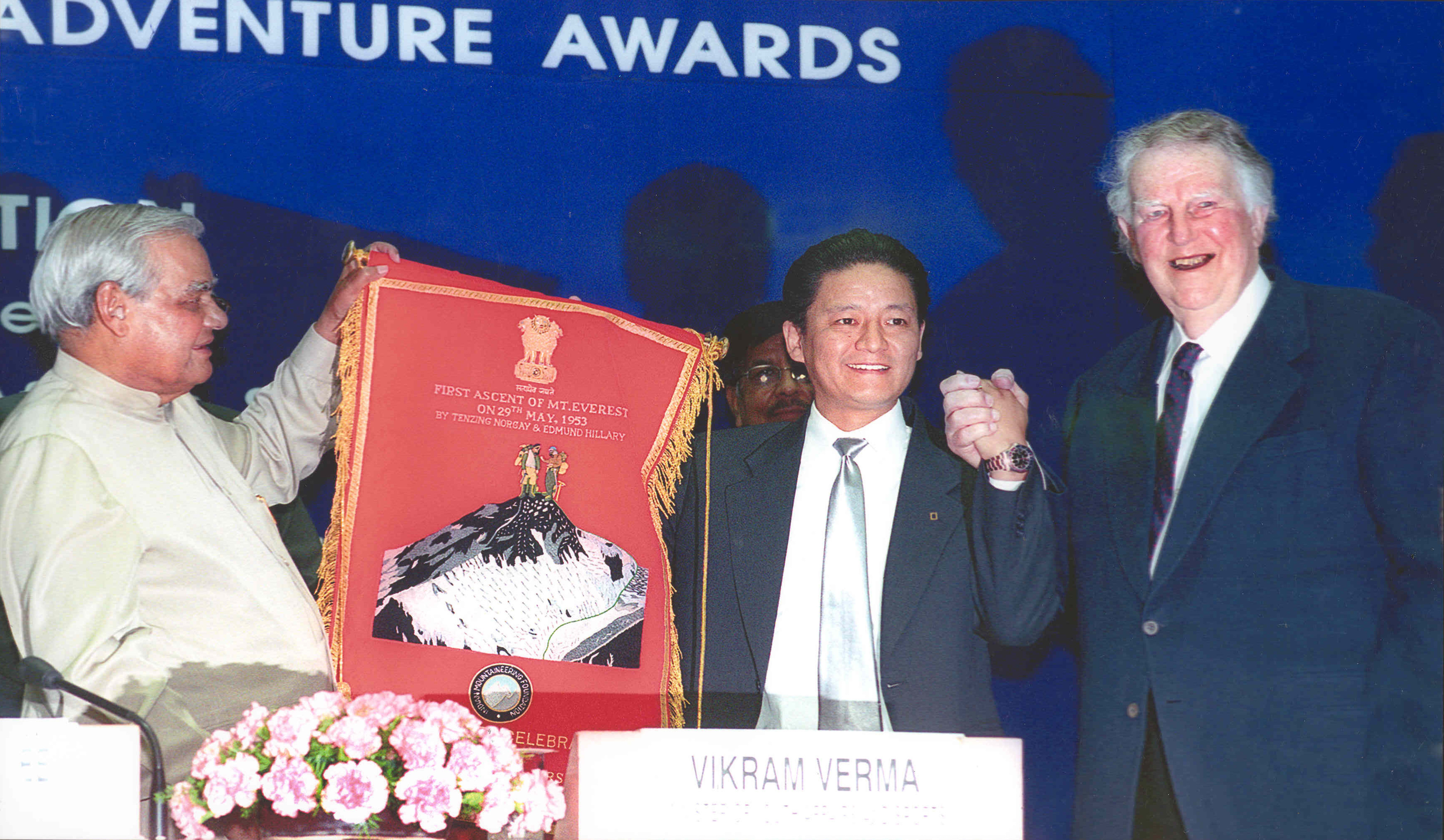
Jamling Tenzing Norgay con Señor Edmund Hillary recibiendo Everest premio de 50 años de primer ministro de la India

Jamling Tenzing Norgay (Darjeeling, 23 de abril de 1965) es un montañero indio/nepalés, que ascendió el Everest en 1996. Es hijo de Tenzing Norgay, quien subió por primera vez, acompañado de Edmund Hillary, al Everest.
Escribió un libro sobre sus experiencias en la ascensión al Everest, el alpinismo y la relación especial que tuvo con su padre. El libro se titula "Más cerca de mi padre".

Desde la cumbre de la montaña no se puede ver todo el mundo, Jamling. La vista sólo le recuerda a uno lo grande que es el mundo y las muchas cosas que quedan por ver y aprender.
Jamling Tenzing Norgay

En nuestra naturaleza está el esforzarnos y ponernos retos en el mundo físico. Tal vez sea esta lucha y su dominio final lo que da sentido a nuestra vida: un regreso al tiempo, no tan lejano, en que los desafíos de la vida giraban en torno a la simple, pero peligrosa y ardua, tarea de sobrevivir.
Jamling Tenzing Norgay

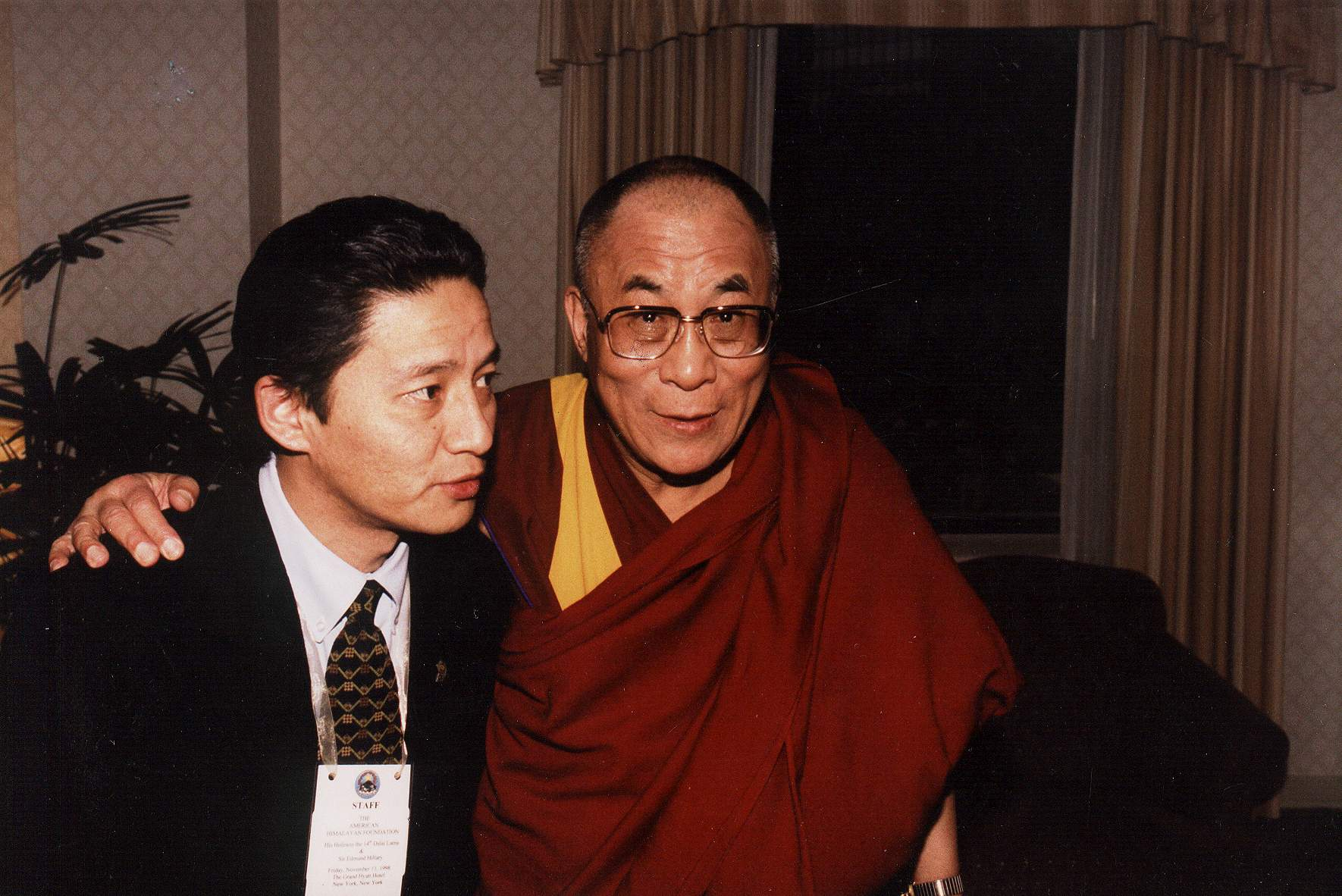
Jamling junto a S.S. Dalai Lama

Jamling Norgay fue recibido en Londres por la Reina Isabel II del Reino Unido, durante la celebración del 60 aniversario del ascenso del monte Everest.